# Serpenticobitis
Serpenticobitis es un género de peces de la familia Serpenticobitidae. Fue descrito por el americano Tyson R. Roberts en 1997.

## Especies
- Serpenticobitis cingulata T. R. Roberts, 1997
- Serpenticobitis octozona T. R. Roberts, 1997
- Serpenticobitis zonata Kottelat, 1998